# TR-069

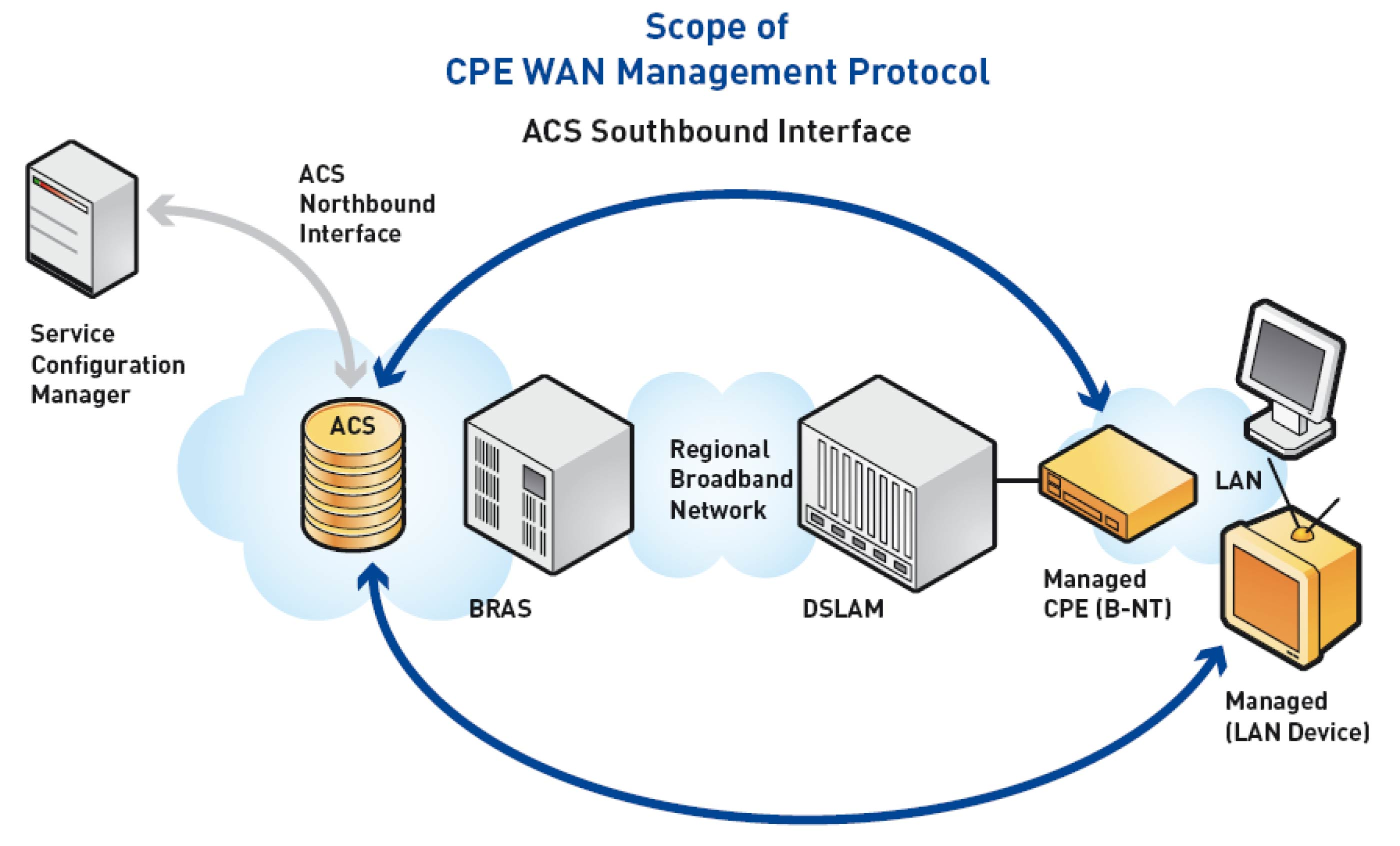
تصویر پروتکل Technical Report 069 مخفف TR_069

پروتکل Technical Report 069 (مخفف انگلیسی: TR-069) یک پروتکل مدیریتی انجمن پهن باند (پیش از این به عنوان DSL شناخته می‌شد) فنی مشخصات قانونی (CPE WAN (Customer Premises Equipment Wireless Area Network است.
گزارش فنی 069 (TR-069) مشخصات فنی انجمن باند پهن است که یک پروتکل لایه کاربردی را برای مدیریت از راه دور تجهیزات محل مشتری (CPE) متصل به شبکه پروتکل اینترنت (IP) تعریف می کند. TR-069 از پروتکل مدیریت CPE WAN (CWMP) استفاده می کند که توابع پشتیبانی را برای پیکربندی خودکار فراهم می کند ،
نرم افزار یا سیستم عامل مدیریت تصویر ، مدیریت ماژول نرم افزار ، وضعیت و عملکرد عملکرد ، و تشخیص. پروتکل مدیریت CPE WAN یک پروتکل مبتنی بر SOAP و HTTP است و ارتباط بین CPE و سرورهای پیکربندی خودکار (ACS) را فراهم می کند.
این پروتکل به تعداد فزاینده دستگاههای مختلف دسترسی به اینترنت مانند مودم ، روتر ، دروازه و همچنین دستگاههای کاربر نهایی که به اینترنت متصل می شوند ، مانند جعبه تنظیمات و تلفنهای VoIP ، اشاره دارد. TR-069 با اصلاحاتی در 2006 ، 2007 ، 2010 ، جولای 2011 (نسخه 1.3) ، [1] و نوامبر 2013 (نسخه 1) برای اولین بار در مه 2004 منتشر شد.
4 am5) [2] سایر ابتکارات فنی مانند Home Gateway Initiative (HGI) ، Digital Video Broadcasting (DVB) و WiMAX Forum CWMP را به عنوان پروتکل مدیریت از راه دور دستگاه ها و پایانه های شبکه های مسکونی تأیید کردند.
1. ↑  http://en.wikipedia.org/wiki/TR-069